# فرودگاه میمینیسکا
فرودگاه میمینیسکا (به انگلیسی: Miminiska Airport) یک فرودگاه خصوصی است که یک باند فرود چمن دارد و طول باند آن ۷۳۲ متر است. این فرودگاه در کشور کانادا قرار دارد و در ارتفاع ۳۰۵ متری از سطح دریا واقع شده‌است.